# Marija Pinigina
Marija Dżumabajewna Pinigina z domu Kulczunowa (ros. Мария Джумабаевна Пинигина (Кульчунова), ur. 9 lutego 1958 w Iwanowce w Kirgiskiej SRR) – kirgiska lekkoatletka, sprinterka, największe sukcesy odnosiła w barwach ZSRR.
Brązowa medalistka indywidualnie i w sztafecie z mistrzostw świata w 1983. Mistrzyni olimpijska z 1988. Aktualna rekordzistka świata w sztafecie  4 × 400 m – 3:15,17 sek. z 1988.
Żona Pawła Pinigina, radzieckiego zapaśnika, mistrza olimpijskiego z 1976.

## Igrzyska olimpijskie/Przyjaźń-84
| Miejsce | Dzień          | Rok  | Miejscowość | Konkurencja        | Czas biegu  | Strata   | Zwycięzca   |
| ------- | -------------- | ---- | ----------- | ------------------ | ----------- | -------- | ----------- |
| 4.      | 16 sierpnia    | 1984 | Praga       | bieg na 400 m      | 49,89 s     | + 1,73 s | Marita Koch |
| złoto   | 18 sierpnia    | 1984 | Praga       | sztafeta 4 × 400 m | 3:19,12 min | -        | -           |
| złoto   | 1 października | 1988 | Seul        | sztafeta 4 × 400 m | 3:15,17 min | -        | -           |

## Mistrzostwa świata
| Miejsce | Dzień       | Rok  | Miejscowość | Konkurencja        | Czas biegu  | Strata   | Zwycięzca             |
| ------- | ----------- | ---- | ----------- | ------------------ | ----------- | -------- | --------------------- |
| brąz    | 10 sierpnia | 1983 | Helsinki    | bieg na 400 m      | 49,19 s     | + 1,20 s | Jarmila Kratochvílová |
| brąz    | 14 sierpnia | 1983 | Helsinki    | sztafeta 4 × 400 m | 3:21,16 min | + 1,43 s | NRD                   |
| 4.      | 31 sierpnia | 1987 | Rzym        | bieg na 400 m      | 50,53 s     | + 1,15 s | Olha Bryzhina         |
| srebro  | 6 września  | 1987 | Rzym        | sztafeta 4 × 400 m | 3:19,50 min | + 0,87 s | NRD                   |

## Mistrzostwa Europy
| Miejsce | Dzień       | Rok  | Miejscowość | Konkurencja        | Czas biegu  | Strata   | Zwycięzca   |
| ------- | ----------- | ---- | ----------- | ------------------ | ----------- | -------- | ----------- |
| 4.      | 31 sierpnia | 1978 | Praga       | bieg na 400 m      | 51,25 s     | + 2,31 s | Marita Koch |
| srebro  | 3 września  | 1978 | Praga       | sztafeta 4 × 400 m | 3:22,53 min | + 1,33 s | NRD         |

## Rekordy życiowe
- bieg na 200 m – 22,42 (1987)
- bieg na 400 m – 49,19 (1983)